# Пятковский, Евгений Андреевич
Евгений Андреевич Пятковский (род. 1933) — советский футболист, нападающий.

## Биография
Евгений Пятковский родился в 1933 году.
Играл в футбол на позиции нападающего. Начал карьеру в 1949 году в тираспольском «Спартаке», за который выступал в течение трёх сезонов.
В 1952 году перешёл в кишинёвский «Буревестник», выступавший в классе «Б», провёл 11 матчей, забил 1 мяч. В сезоне-53 выходил на поле 18 раз, забил 1 гол.
В 1954 году выступал за одесский ОДО.
В 1956 году вошёл в заявку московского ЦДСА, но не провёл ни одного матча в чемпионате СССР. Забил 1 мяч за дубль армейцев.
В 1958 году выступал за кишинёвскую «Молдову». В её составе провёл единственный в карьере матч в элите советского футбола классе «А».
В 1959 году играл в классе «Б» за одесский «Черноморец», провёл 3 матча.
В 1960 году защищал цвета криворожского «Авангарда», сыграл 2 матча в классе «Б», забил 1 мяч.